# Jezioro Lutowskie
Jezioro Lutowskie – jezioro w woj. kujawsko-pomorskim, w powiecie sępoleńskim, w gminie Sępólno Krajeńskie.

## Dane morfometryczne
Powierzchnia zwierciadła wody według różnych źródeł wynosi od 101,0 ha do 143,2 ha.
Zwierciadło wody położone jest na wysokości 114,9 m n.p.m. lub 115,0 m n.p.m. Średnia głębokość jeziora wynosi 3,8 m, natomiast głębokość maksymalna 12,1 m.
W oparciu o badania przeprowadzone w 2006 roku wody jeziora zaliczono do III klasy czystości i III kategorii podatności na degradację.
W roku 1998 wody jeziora również zaliczono do wód III klasy czystości.